# Hardisty
Hardisty es un pueblo canadiense situado en la provincia de Alberta.

## Superficie
Hardisty tiene una superficie de 4,5 km².

## Demografía
En 2021, tenía 548 habitantes, una densidad poblacional de 121,7 hab./km², y 382 viviendas.